# 鬼力赤
鬼力赤（14世纪？—1408年），第22代蒙古大汗，帖木儿帝国的波斯语史书《传记之友》和《突厥系谱》称坤帖木儿之后即位的是窝阔台的后裔乌鲁克特穆尔（羅馬化：Uruk Tīmūr，转写：Örüg Temür），又译为“月鲁帖木儿” 。
明朝建文四年（1402年），杀可汗坤帖木儿，被阿鲁台拥立为可汗。虽然《明史》称鬼力赤废大元国号，改称鞑靼，且茅元儀《殘元世系考》稱他「去帝號，稱可汗。非元裔，眾不附」；然而早在也速迭儿称汗之后北元就已经灭亡，而明朝在元末主被杀后与蒙古往来基本中断，并不知晓其汗位更替情形，只能得知在元末主之后的一个时期内，蒙古内部发生了「不复知帝号」、「去国号」的事实。永乐初年，他曾与明廷通好，而其當時與瓦剌交惡，經常戰至塞下。永乐二年（1404年），他毒杀哈密忠顺王安克帖木儿。永乐六年（1408年），阿鲁台迎立额勒伯克汗的儿子本雅失里，将他废黜，為阿鲁台所殺。
仅有明朝和帖木儿帝国的史籍记载了其事迹，波斯文史书记载其为合丹之孙，而所有蒙古文史书均遗漏了此可汗。日本学者和田清误将明朝史料所称鬼力赤与《蒙古源流》所称的15世纪初击杀可汗额勒伯克的乌格齐·哈什哈混淆为一人。但烏格齊·哈什哈為瓦剌首領，非黄金家族成员，對應的是《明史》所称的猛可帖木兒。此外《蒙古源流》又称，乌格齐·哈什哈在1410年死后，其子额色库汗即位，与《明史》在猛可帖木兒死後由马哈木、太平、把秃孛罗三分領地有所不同。

### 引用
1. 1 2  薄音湖. . 内蒙古大学学报. 1987年, (第三期): 47. 论文中解释鬼力赤应为其诨号而非本名，蒙古语“讨饭的”之意
2. ↑  薄音湖. . 《内蒙古大学学报（哲社版）》 (内蒙古大学蒙古史研究所). 1994, (1).
3. ↑  《突厥系谱》简写英译本第219页：
4. ↑  郝維民; 齊木德道爾吉. . 中華人民共和國: 人民出版社. 2006年6月1日: 第277頁. ISBN 7010056161. （原始内容存档于2021年12月21日） （中文）. 此外，元朝承認的窩闊台家族代表一窩闊台庶子合丹及其後裔即元代院王家族所屬部眾，自元中葉以來便以哈密北山（今名哈爾魯克·塔克，古突厥一蒙古名折羅曼山）、亦集乃一帶為牧地。1402年合丹後裔鬼力赤被擁立為東蒙古大汗，其部眾自然成為東蒙古成員。

### 著作
- （清）張廷玉等. 明史，卷327
- （明）严从简. 殊域周咨录. 卷十八·鞑靼
- 宝音德力根：《15世纪中叶前的北元可汗世系及政局》蒙古史研究 第六辑

| 前任： 坤帖木儿 | 蒙古大汗 1402年—1408年 | 繼任： 本雅失里 |